# Eleição municipal de Erechim em 1959
A eleição municipal em Erechim em 1959 decorreu em 15 de novembro para eleger um prefeito, um vice-prefeito e dezenove vereadores, sem a possibilidade de um segundo turno. Os mandatos dos candidatos eleitos nesta eleição duraram ente 1º de janeiro de 1960 a 1º de janeiro de 1964.
O candidato José Mandelli Filho, do PTB, foi eleito com mais de 64% dos votos, superando ao adversário Domingos Menegatti, do PSD.

## Resultados

### Prefeito
| Candidato(a)              | 1º turno 15 de novembro de 1959 | 1º turno 15 de novembro de 1959 | 1º turno 15 de novembro de 1959 |
| Candidato(a)              |                                 | Total                           | Percentagem                     |
| ------------------------- | ------------------------------- | ------------------------------- | ------------------------------- |
| José Mandelli Filho (PTB) |                                 | 8.470                           | 64,72%                          |
| Domingos Menegatti (PSD)  |                                 | 4.616                           | 35,28%                          |
| Total de votos válidos    | Total de votos válidos          | 13.086                          | 93,96%                          |
| → Votos em branco         | → Votos em branco               | 396                             | 2,84%                           |
| → Votos nulos             | → Votos nulos                   | 445                             | 3,19%                           |
| Total                     | Total                           | 13.927                          | 93,3%                           |
| Abstenções                | Abstenções                      | 9.991                           | 6,7%                            |
| Total de inscritos        | Total de inscritos              | 14.918                          | 100%                            |

### Vice-prefeito
| Candidato(a)                  | 1º turno 15 de novembro de 1959 | 1º turno 15 de novembro de 1959 | 1º turno 15 de novembro de 1959 |
| Candidato(a)                  |                                 | Total                           | Percentagem                     |
| ----------------------------- | ------------------------------- | ------------------------------- | ------------------------------- |
| Pedro Alexandre Zaffari (PTB) |                                 | 6.776                           | 53,14%                          |
| Alderico Massignan (PSD)      |                                 | 5.976                           | 46,86%                          |
| Total de votos válidos        | Total de votos válidos          | 12.751                          | 91,55%                          |
| → Votos em branco             | → Votos em branco               | 795                             | 5,7%                            |
| → Votos nulos                 | → Votos nulos                   | 381                             | 2,73%                           |
| Total                         | Total                           | 13.927                          | 93,3%                           |
| Abstenções                    | Abstenções                      | 9.991                           | 6,7%                            |
| Total de inscritos            | Total de inscritos              | 14.918                          | 100%                            |

### Vereadores eleitos
| Partido | Partido | Candidato                      | Votos populares | Votos populares |
| Partido | Partido | Nome                           | Votos           |                 |
|         | PTB     | José Wawruk                    | 688             |                 |
|         | PTB     | Irany Jaime Farina             | 641             |                 |
|         | PTB     | Pedro Paulo Mandelli           | 630             |                 |
|         | PSD     | Antonio Pereira de Souza       | 572             |                 |
|         | PTB     | Célio Osorio Coimbra           | 559             |                 |
|         | PTB     | Oscar Abal                     | 497             |                 |
|         | PTB     | João Carlos Pezzi              | 474             |                 |
|         | PTB     | Carlos Viana Petersen          | 435             |                 |
|         | PTB     | Aristides Agostinho Zambonatto | 415             |                 |
|         | PL      | Léo Henrique Neuls             | 373             |                 |
|         | PTB     | Gilso Tussi                    | 349             |                 |
|         | PTB     | Italo Rodrigues Ferreira       | 322             |                 |
|         | PTB     | Darci Eleutério dos Santos     | 300             |                 |
|         | PSD     | Flory Lamaison Rosa            | 283             |                 |
|         | PTB     | Antonio Della Costa            | 273             |                 |
|         | PSD     | Alexandre Matté                | 269             |                 |
|         | PTB     | Ramiro Silvio Badalotti        | 253             |                 |
|         | PRP     | Elmerindo Strapasson           | 209             |                 |
|         | PL      | Walter Schenato                | 191             |                 |